# Dinora Garza
Dinora Garza Rodríguez (Reynosa, Tamaulipas, 24 de enero de 1988) es una futbolista mexicana que juega como delantera para el Club Atlético de San Luis Femenil de la Liga MX femenil y para la Selección femenina de fútbol de México. En enero del 2013, fue incluida en la lista de las 55 jugadoras de 8 equipos que fueron asignados en la Liga Nacional de Fútbol de Mujeres en México, Estados Unidos y Canadá.

## Participaciones en Copas del Mundo
| Mundial                                 | Sede     | Resultado    | Partidos | Goles |
| --------------------------------------- | -------- | ------------ | -------- | ----- |
| Copa Mundial Femenina de Fútbol de 2011 | Alemania | Primera fase | 3        | 3     |

## Participaciones en Copas del Mundo Sub-20
| Mundial                                        | Sede  | Resultado    | Partidos | Goles |
| ---------------------------------------------- | ----- | ------------ | -------- | ----- |
| Copa Mundial Femenina de Fútbol Sub-20 de 2008 | Chile | Primera Fase | 2        | 1     |